# Кантагальо (Колумбия)
Кантагальо (исп. Cantagallo) — город и муниципалитет на севере Колумбии, на территории департамента Боливар.

## История
Поселение, из которого позднее вырос город, было основано в 1938 году. Муниципалитет Кантагальо был выделен в отдельную административную единицу в 1994 году.

## Географическое положение
Город расположен в южной части департамента, на левом берегу реки Магдалена, на расстоянии приблизительно 372 километров к юго-юго-востоку (SSE) от города Картахена, административного центра департамента. Абсолютная высота — 24 метра над уровнем моря.

Муниципалитет Кантагальо граничит на севере и западе с территорией муниципалитета Сан-Пабло, на юге и юго-востоке — с территорией департамента Антьокия, на востоке — с территорией департамента Сантандер. Площадь муниципалитета составляет 669 км².

## Население
По данным Национального административного департамента статистики Колумбии, совокупная численность населения города и муниципалитета в 2015 году составляла 9239 человек.
Динамика численности населения муниципалитета по годам:
| 2005 | 2006 | 2007 | 2008 | 2009 | 2010 | 2011 | 2012 | 2013 | 2014 | 2015 |
| ---- | ---- | ---- | ---- | ---- | ---- | ---- | ---- | ---- | ---- | ---- |
| 7811 | 7942 | 8069 | 8206 | 8334 | 8477 | 8625 | 8765 | 8919 | 9072 | 9239 |

Согласно данным переписи 2005 года мужчины составляли 53,7 % от населения Кантагальо, женщины — соответственно 46,3 %. В расовом отношении белые и метисы составляли 99,5 % от населения города; негры, мулаты и райсальцы — 0,5 %.
Уровень грамотности среди всего населения составлял 84,4 %.

## Экономика
Основу экономики Кантагальо составляют добыча нефти и газа, сельскохозяйственное производство и рыболовство.

54,7 % от общего числа городских и муниципальных предприятий составляют предприятия торговой сферы, 44,3 % — предприятия сферы обслуживания, 1 % — предприятия иных отраслей экономики.